# Wolodymyr Orlowskyj

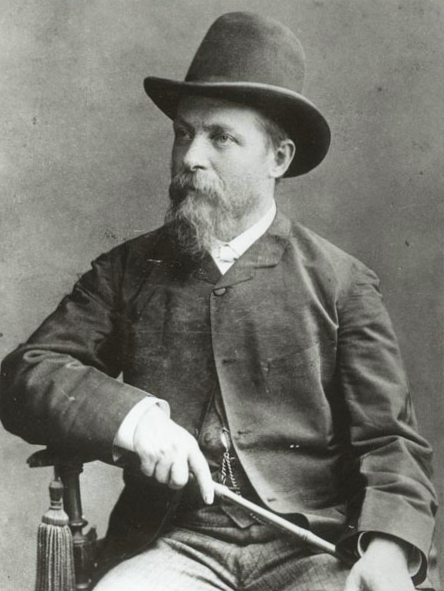
Wolodymyr Orlowskyj

Wolodymyr Donatowytsch Orlowskyj (* 20. Januarjul. / 1. Februar 1842greg. in Kiew, Gouvernement Kiew, Russisches Kaiserreich; † 19. Februar 1914 in Genua, Italien) war ein ukrainischer Landschafts- und Genremaler des Realismus.

## Leben
Wolodymyr Orlowskyj kam in Kiew zur Welt und erhielt dort zwischen 1855 und 1860 am Gymnasium von Iwan Soschenko, einem Freund Taras Schewtschenkos, ersten Zeichenunterricht. Nachdem Soschenko Orlowskyjs Talent entdeckt hatte, kam er 1861 auf Empfehlung von Schewtschenko an die Kaiserliche Kunstakademie in Sankt Petersburg und studierte dort bis 1868.
Während des Studiums bereiste er zahlreiche Orte und Gegenden im europäischen Russland wie Moskau, Finnland, die Krim, Kiew und das Gouvernement Taurien.
Bei einem für die Akademieabsolventen veranstalteten Wettbewerb erhielt er für seine drei vorgestellten Bilder einer Krimlandschaft eine Goldmedaille und gewann eine dreijährige Reise durch Europa, die er von 1869 bis 1872 zum Studium und für Museumsbesuche in Frankreich, der Schweiz, Deutschland und Italien nutze.
1874 wurde er Akademiemitglied und ab 1878 Professor für Landschaftsmalerei und ein Mitglied des Rates der Akademie der Künste.
1886 kehrte er in die Ukraine zurück. Von 1900 bis 1902 lebte er in Kiew und unterrichtete an der Kiewer Zeichenschule von Mykola Muraschko und war 1901 Mitgründer der Kiewer Kunstschule. Er starb im Februar 1914 72-jährig während einer Italienreise in Nervi, einem Stadtteil Genuas. Sein Leichnam wurde nach Kiew überführt und dort auf dem Lukjaniwska-Friedhof bestattet.

## Werk
Orlowskyjs Bilder sind sowohl geographisch (von Finnland bis zur Krim) als auch inhaltlich (Tageszeit, Wetter, Jahreszeit etc.) sehr vielfältig. Er verstand es ausgezeichnet, den momentanen Zustand der Natur auf die Leinwand zu übertragen. Ende des neunzehnten Jahrhunderts waren seine Bilder sehr beliebt und ließen sich sehr gut an den städtischen Adel und Mitglieder der kaiserlichen Familie verkaufen.
Seine Zeitgenossen nannten ihn den „Star ersten Ranges“ und den Künstler „an der Spitze einer neuen realen Richtung der russischen Landschaftsmalerei“. Er war ein gern gesehener Gast bei nationalen und internationalen Ausstellungen. Heute werden seine Werke in vielen Museen präsentiert.
Sein Bild River Gnilitsa, wurde 2016 bei Sotheby’s in London für 286.971 US-$ verkauft.

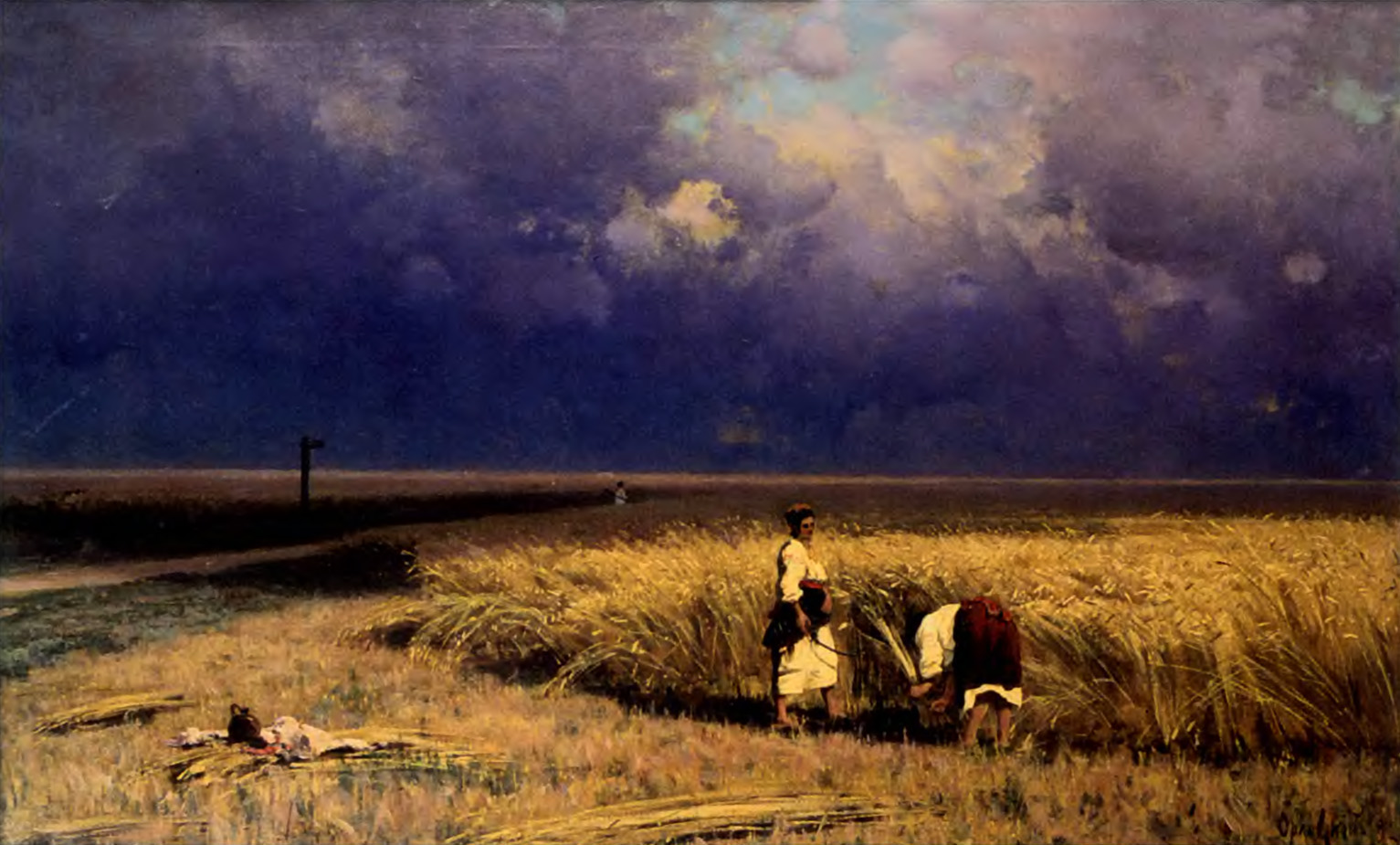
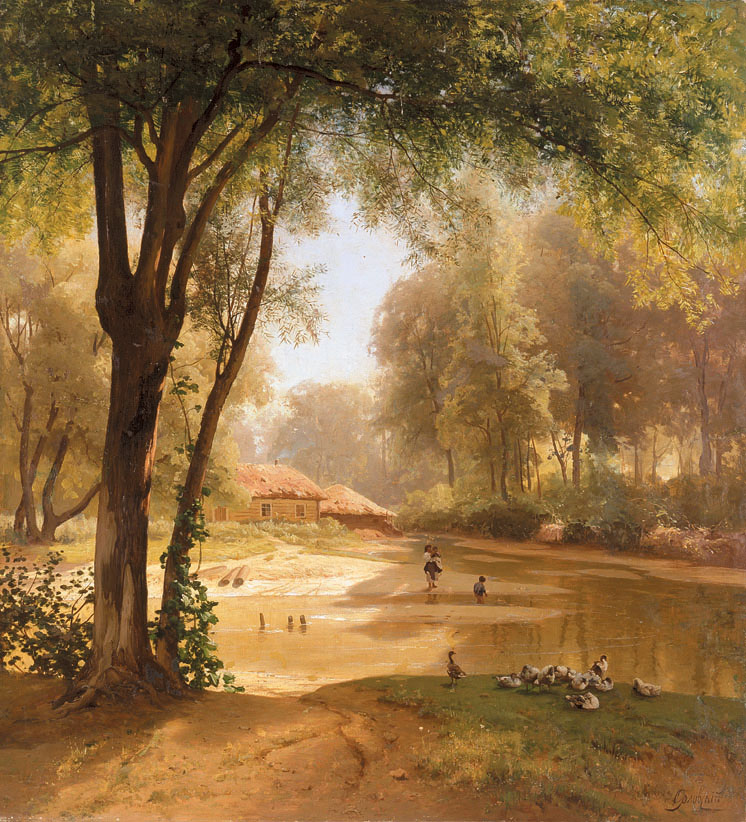
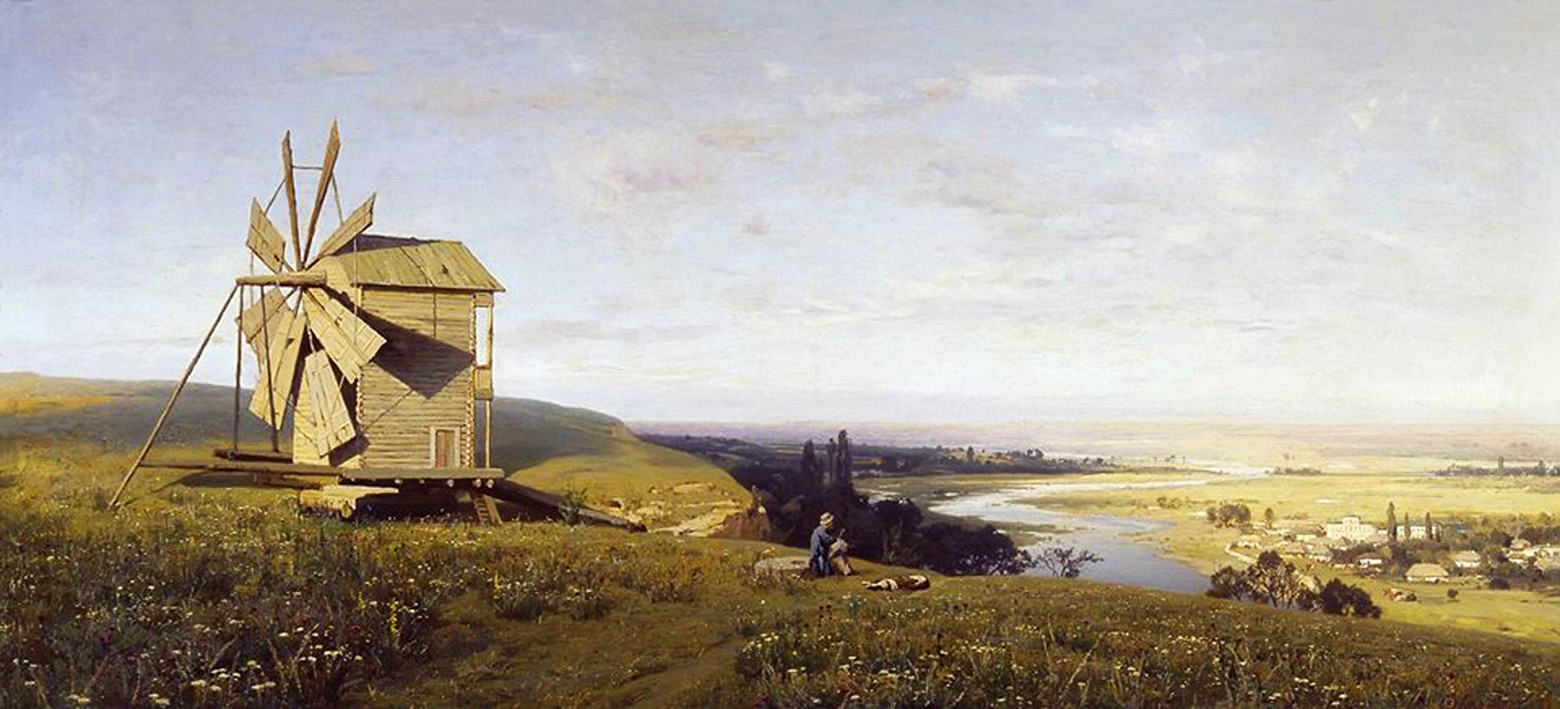
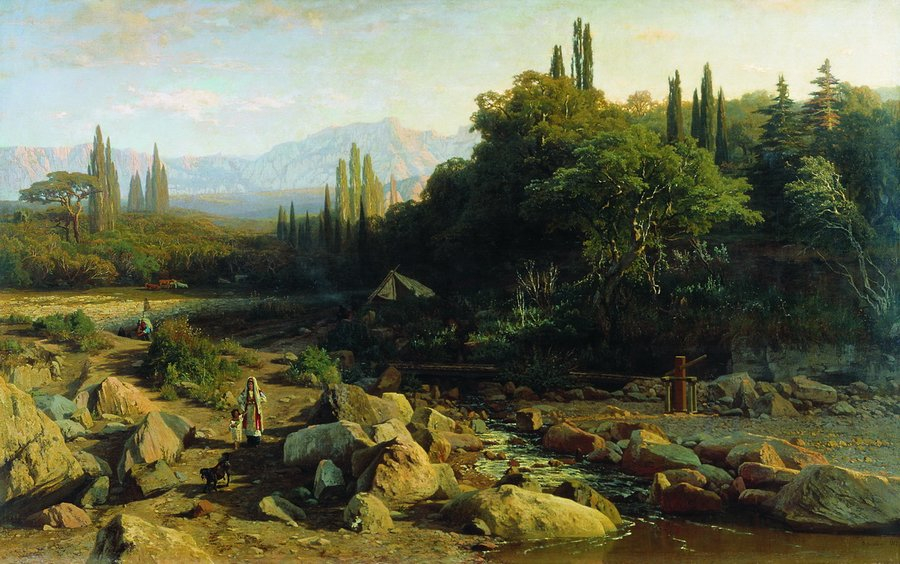